# Podhorie (Banská Štiavnica)
Podhorie ist eine Gemeinde in der Mittelslowakei mit 334 Einwohnern (Stand 31. Dezember 2024).

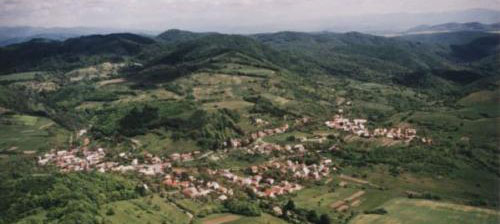
Blick auf den Ort

Sie liegt inmitten der Schemnitzer Berge (Štiavnické vrchy) und entstand 1964 durch den Zusammenschluss der Ortschaften Teplá (ungarisch Teplafő) und Žakýl (deutsch Seken, ungarisch Saskőszékely).
Bis 1918 gehörten die Ortsteile zum Königreich Ungarn und lagen im Komitat Hont.
Die Einwohner waren und sind vorwiegend in der Landwirtschaft beschäftigt.

## Bevölkerung
| Jahr                | 1994 | 2004    | 2014     | 2024    |
| ------------------- | ---- | ------- | -------- | ------- |
| Anzahl der Personen | 405  | 381     | 339      | 334     |
| Unterschied         |      | −5,92 % | −11,02 % | −1,47 % |

| Jahr                | 2023 | 2024 |
| ------------------- | ---- | ---- |
| Anzahl der Personen | 334  | 334  |
| Unterschied         |      | +0 % |